# Konstitution (Chemie)

An das mittlere C-Atom sind zwei H-Atome gebunden. Hier der Kohlenwasserstoff Propan.

Die Konstitution ist die Menge und Art der Atome und Bindungen (einschließlich der Bindungsordnungen) in einem Molekül. Die räumliche Anordnung der Atome eines Moleküls wird durch die Konstitution jedoch nicht beschrieben. Konstitutionsisomere besitzen dieselbe Summenformel, unterscheiden sich aber in der Reihenfolge und/oder der Art, in der ihre Atome verknüpft sind. Informationen zur Konstitution sind bei den meisten Molekülen, insbesondere denjenigen Naturstoffen, die keine Biopolymere sind, nicht trivial erhältlich.
Mithilfe der NMR-Spektroskopie und der Röntgenstrukturanalyse ist es möglich, die Konstitution unbekannter (Natur-)Stoffe zu bestimmen. In der organischen Chemie benutzt man zum Beispiel die Präfixe primär, sekundär und tertiär, um zum Ausdruck zu bringen, wie viele Wasserstoffatome neben anderen Substituenten an das jeweilige Kohlenstoffatom gebunden sind.
Ein Beispiel für eine Konstitutionsinformation findet man im Propan (C3H8); hier stellt das zweite ein sekundäres Kohlenstoffatom dar.